# Rennbahnsteg

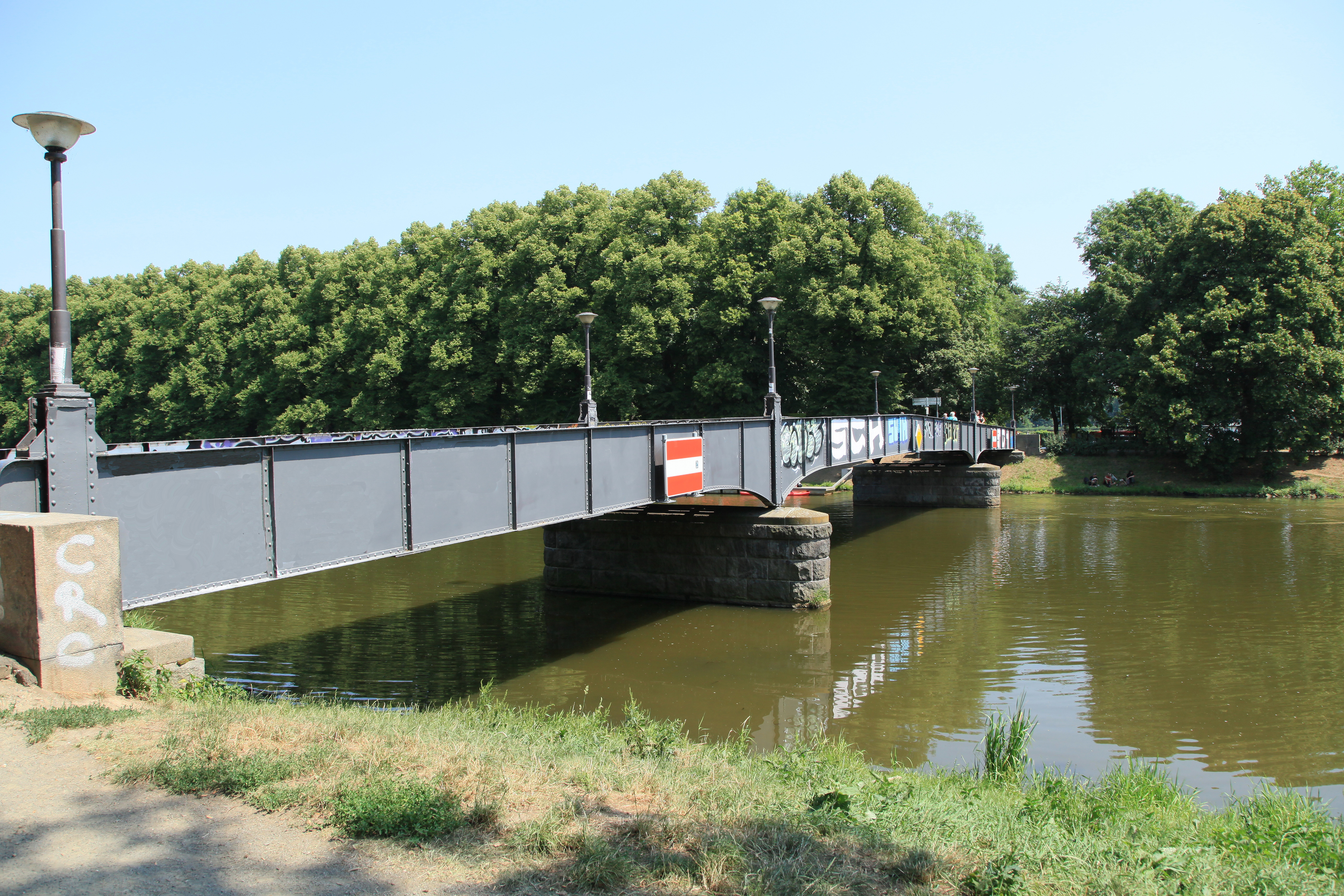
Rennbahnsteg von Südwesten (2015)

Der Rennbahnsteg in Leipzig ist eine Fußgängerbrücke über das Elsterflutbett. Der Name rührt von der benachbarten Galopprennbahn Scheibenholz her. Die Brücke steht unter Denkmalschutz.

## Lage und Beschreibung

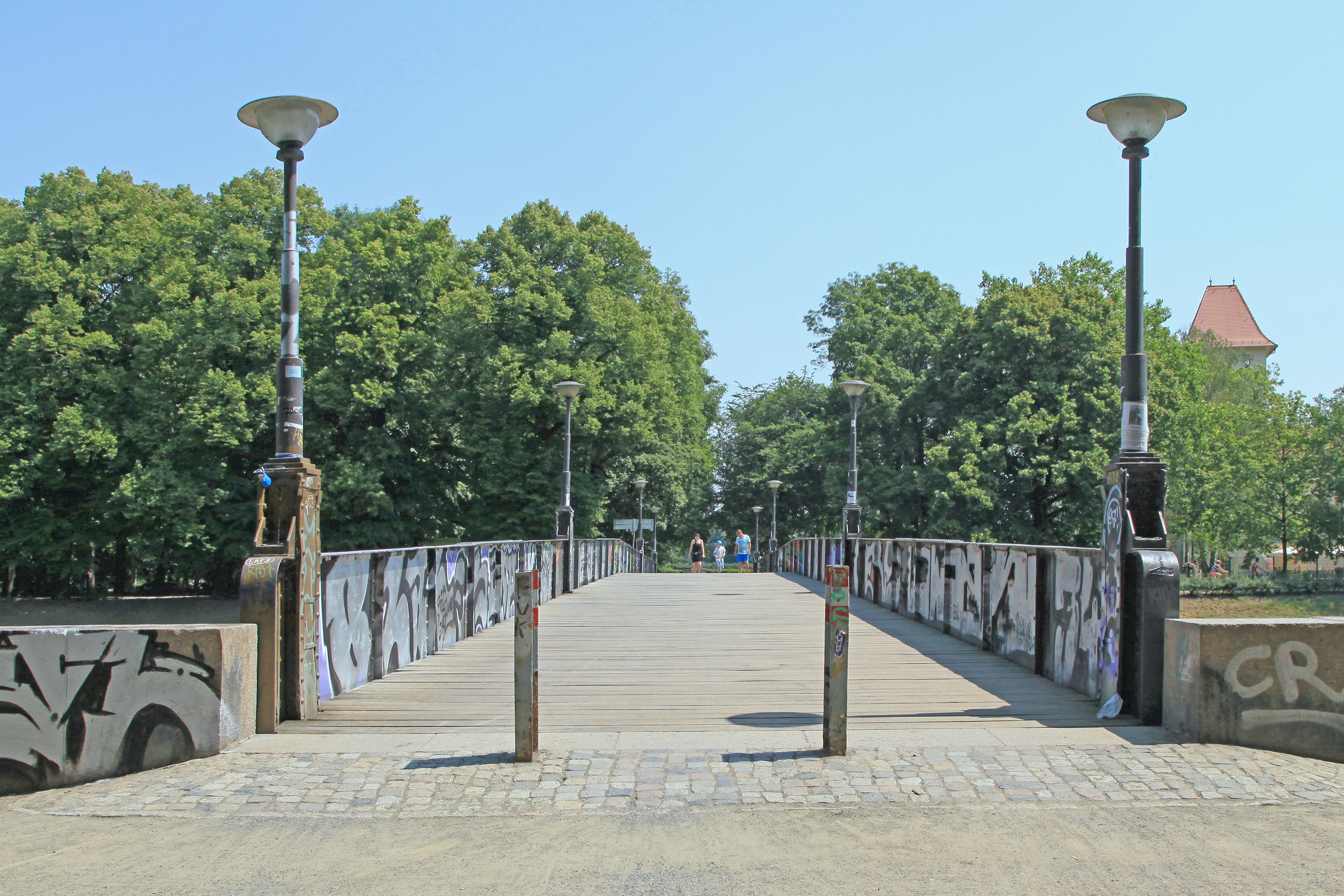
Rennbahnsteig nach Osten (2015)

Der Rennbahnsteg schließt an den von der Karl-Tauchnitz-Straße abzweigenden und zwischen Clara-Zetkin-Park und Galopprennbahn verlaufenden Rennbahnweg an und führt in westlicher Richtung in das zum Leipziger Auwald gehörende Waldstück Die Nonne. Über die Brücke bildet die Grenze zwischen den Ortsteilen Zentrum-Süd und Südvorstadt. Die Nonne gehört zum Ortsteil Schleußig. Flussseitig liegt der Rennbahnsteg zwischen dem Zusammenfluss von Pleiße- und Elsterflutbett, dem sogenannten Leipziger Eck, und der Sachsenbrücke.
Die Brücke ist eine Stahlkonstruktion auf zwei Strompfeilern mit Bruchsteinen aus Beuchaer Granit. Sie ist 65 Meter lang und 5 Meter breit. Die seitlichen Brüstungen bestehen aus Stahlblech. Der Bodenbelag ist aus Holz. Beleuchtet wird die Brücke durch acht auf Masten angebrachte Lampen an den Enden und den Strompfeilern.

## Geschichte

Kettensteg um 1900
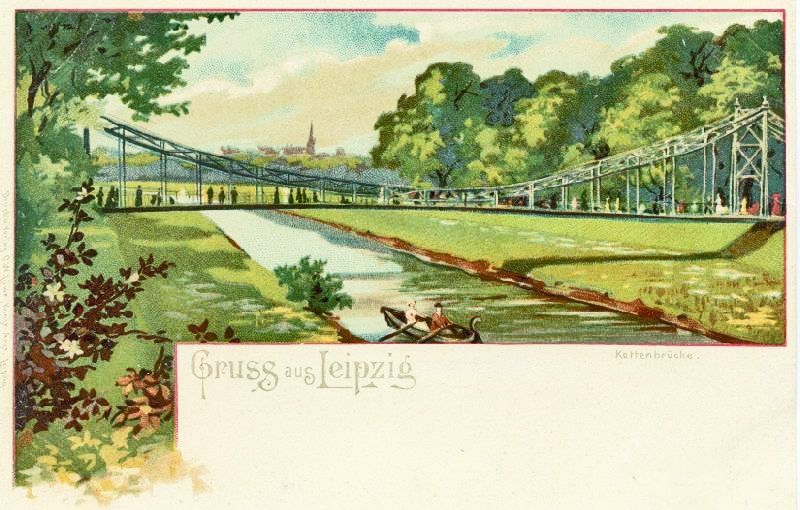
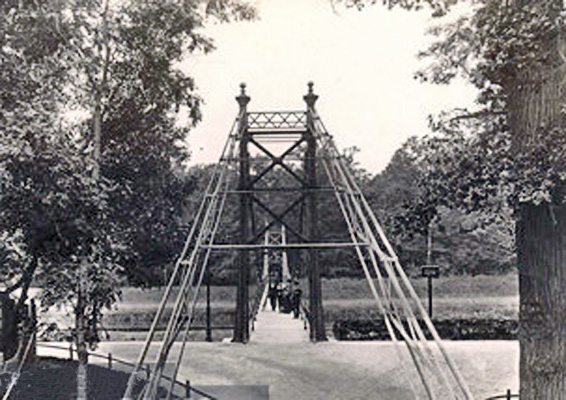

Mitte des 19. Jahrhunderts war für die Pleiße ein Flutbett von der Gegend des Connewitzer Wehrs (damaliger Abzweig der Rödel) bis zur Weißen Elster am jetzigen Palmengartenwehr angelegt worden. Über dieses Flutbett wurde 1881 am Ort des heutigen Rennbahnstegs eine schmale Fußgängerbrücke in Form einer Hängebrücke errichtet. Sie sollte nach dem Leipziger Stifter Ferdinand Rhode (1802–1872) Rhode-Brücke heißen. Der Name setzte sich nicht durch. Bei den Leipzigern war es die Kettenbrücke, offiziell später der Kettensteg.
1928 wurde eine Verbindung von der Weißen Elster zum Pleißeflutbett hergestellt, das nunmehr Elsterflutbett hieß und verbreitert wurde. In diesem Zusammenhang wurde der Kettensteg abgerissen und der Rennbahnsteg errichtet. Die Pläne stammten vom Architekten Max Steinmüller. Am 20. September wurde der Neubau offiziell als Rennbahnsteig benannt.